# China Beijing TV Station
China Beijing TV Station of BTV is de regionale televisie van de Chinese hoofdstad Peking. Net als andere Chinese regionale televisiezenders, is ook BTV van de Chinese staat. De BTV heeft tien gewone televisiezenders en twee digitale televisiezenders.

## Geschiedenis
BTV was de eerste regionale televisiemaatschappij van Peking. Op 16 mei 1979 begon BTV met uitzenden.
Op 12 december 2002 begon men met de bouw van het nieuwe BTV televisiecomplex. In juli 2007 begon men daar met het uitzenden van de BTV-zenders en in januari 2008 begon men een deel van de televisiestudio's in BTV televisiecomplex te gebruiken.

## BTV televisiezenders
- BTV-1 Hoofdzender (北京卫视)
- BTV-2 Kunstzender(文艺频道)
- BTV-3 Onderwijszender (科教频道)
- BTV-4 Seriezender (影视频道)
- BTV-5 Economisch nieuws (财经频道)
- BTV-6 Sportzender (体育频道)
- BTV-7 Lifestylezender (生活频道)
- BTV-8 Jeugdzender (青少频道)
- BTV-9 Beijing stadszender (公共频道)
- BTV-10/KAKU Tekenfilmzender (卡酷动画卫视)

## BTV digitale televisiezenders
- BTV Theater Channel (京视剧场频道) Jing-operazender
- Loving Home Shopping Channel (爱家购物频道) Teleshopzender